# Rivière Brooks
Pour les articles homonymes, voir Brooks.
La rivière Brooks est un affluent de la rivière Nicolet laquelle se déverse sur la rive sud du fleuve Saint-Laurent. La rivière Brooks coule dans les municipalités de Chesterville et Saint-Christophe-d'Arthabaska, dans la municipalité régionale de comté (MRC) de Arthabaska, dans la région du Centre-du-Québec, au Québec, au Canada.

## Géographie
Les bassins versants voisins de la rivière Brooks sont :
- côté nord : rivière Bulstrode ;
- côté est : ruisseau Gobeil, rivière Bulstrode ;
- côté sud : rivière Dumont, rivière Nicolet ;
- côté ouest : rivière Nicolet, ruisseau Roux.

La "rivière Brooks" prend sa source en zone montagneuse dans le rang 7e, dans la municipalité de canton de Ham-Nord, à 0,5 km à l'ouest de la limite de la municipalité de Saint-Norbert-d'Arthabaska, à 0,6 km de la limite de Sainte-Hélène-de-Chester et à 0,6 km à l'est de Saint-Christophe-d'Arthabaska.
La rivière Brooks coule sur 10,0 km selon les segments suivantsː
- 1,3 km vers le sud-ouest, jusqu'à la limite de la municipalité de Saint-Christophe-d'Arthabaska ;
- 0,7 km vers l'ouest, jusqu'à la rive nord d'un petit lac (longueurː 0,4 km ; altitudeː 276 m) que le courant traverse vers le sud ;
- 0,4 km vers le sud, jusqu'à la limite de la municipalité de Chesterville ;
- 3,8 km vers le sud, jusqu'à la confluence d'un ruisseau (venant de l'est) ;
- 1,6 km vers le sud, jusqu'à la route du rang 8e (rang Desharnais) ;
- 1,4 km vers le sud, jusqu'à la route du rang Petit 9e (rang Roberge) ;
- 0,4 km vers le sud, jusqu'à son embouchure.

La rivière coule sur 1,4 km dans la municipalité de Saint-Christophe-d'Arthabaska.

## Toponymie
Le terme "Brooks" se réfère à un patronyme de famille d'origine anglaise. Ce toponyme évoque quatre membres de la famille Brooks qui ont obtenu des concessions sur plus de 600 acres de terre le 10 décembre 1823 dans les rangs du chemin Craig Sud et du chemin Craig Nord.
Le toponyme "rivière Brooks" a été officialisé le 17 août 1978 à la Commission de toponymie du Québec.